# 法莱尔纳
意大利卡坦扎罗省的其中一个市镇法莱尔纳（義大利語：Falerna），总面积23.85平方公里，人口4048人，人口密度169.7人/平方公里（2009年）。ISTAT代码为079047。